# Polia piniae
Polia piniae är en fjärilsart som beskrevs av John S. Buckett och Bauer 1966. Polia piniae ingår i släktet Polia och familjen nattflyn. Inga underarter finns listade i Catalogue of Life.